# اسنایدرتاون، شهرستان سنتر، پنسیلوانیا
اسنایدرتاون (به انگلیسی: Snydertown) یک منطقهٔ مسکونی در ایالات متحده آمریکا است که در شهرستان سنتر، پنسیلوانیا واقع شده‌است. اسنایدرتاون ۷٫۹۱ کیلومتر مربع مساحت و ۴۸۳ نفر جمعیت دارد و ۲۷۲٫۱۹ متر بالاتر از سطح دریا واقع شده‌است.